# Château d'Ockenfels

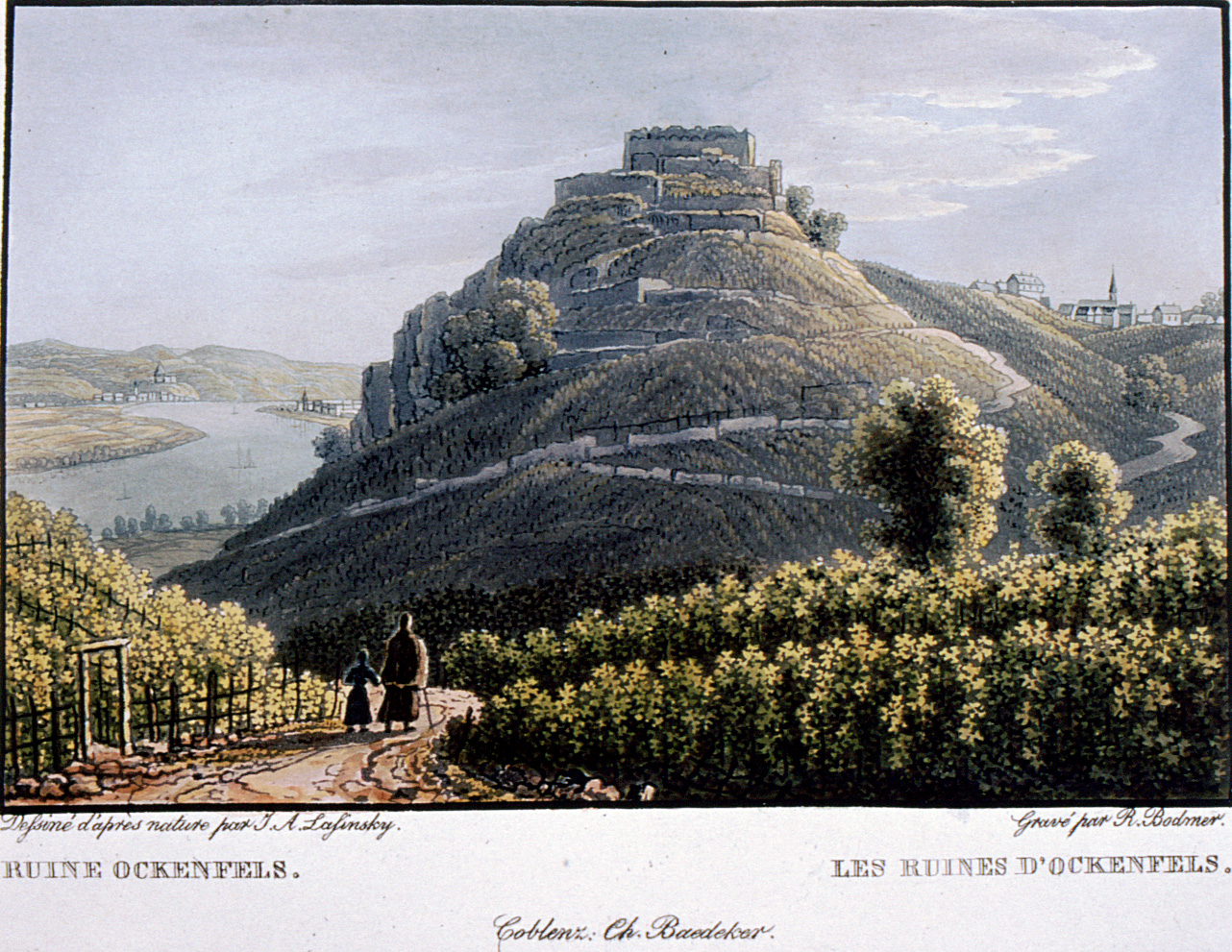
Château d'Ockenfels vers 1830

Le château d’Ockenfels, anciennement « château zur Leyen », est situé près de la localité d’Ockenfels sur le territoire communal de la ville de Linz sur le Rhin, dans l’arrondissement de Neuwied en Rhénanie-Palatinat, Allemagne.

## Situation géographique

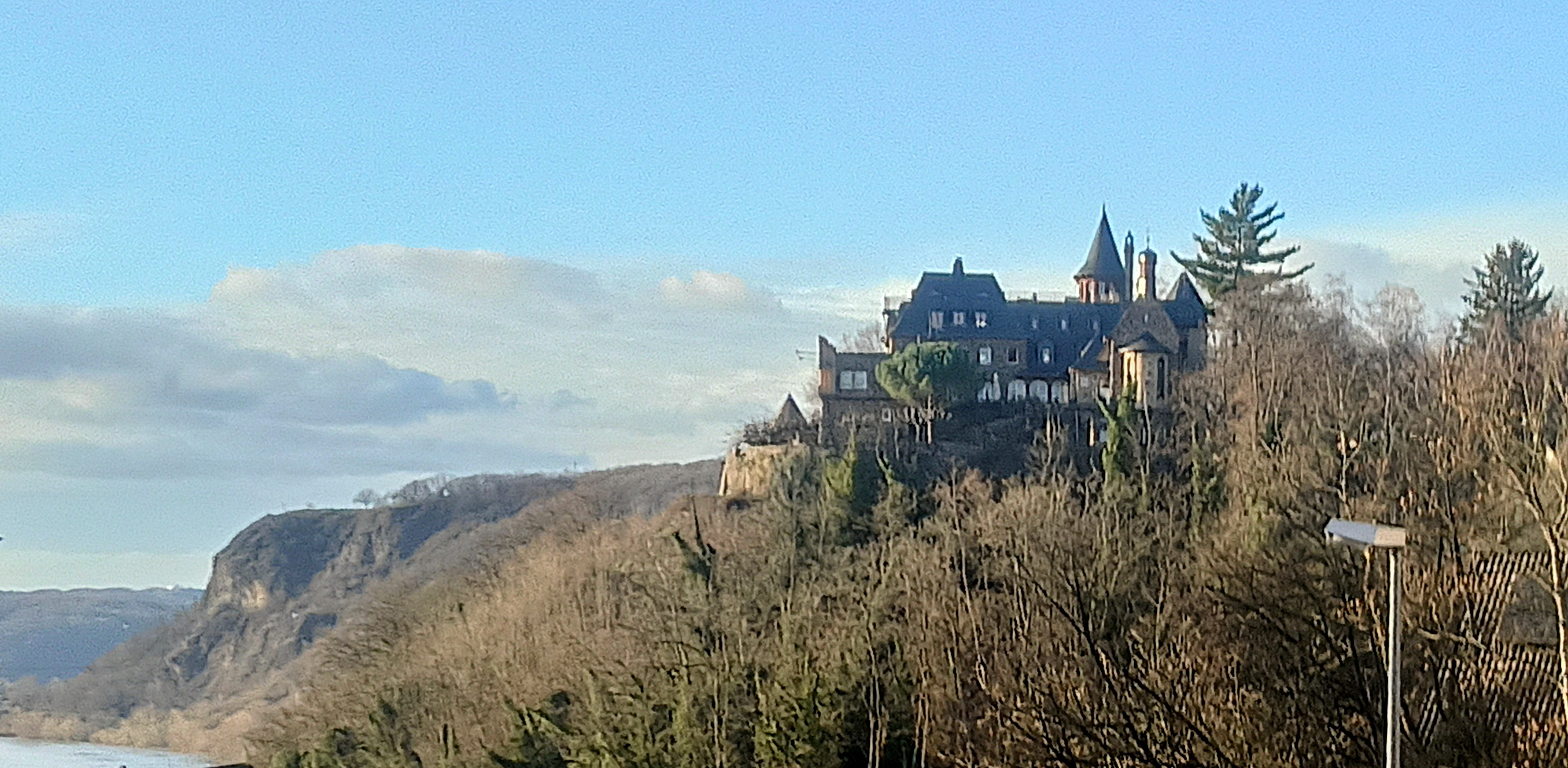
Château d'Ockenfels en février 2021

Le château se trouve sur un éperon rocheux à inclinaison modérée, à environ 60 mètres au-dessus du Rhin, à environ 1 km au nord-ouest du centre-ville de Linz, près du village d'Ockenfels. Le sentier de randonnée Rheinsteig passe à proximité immédiate du château, sur sa section de Unkel vers Leubsdorf.

## Histoire
Le « château zur Leyen », tel fut son nom initial, date du début du XIIIe siècle. Il était le siège de la maison ancestrale des seigneurs de Leyen Herren zur Leyen qui étaient subordonnés à l’électorat de Cologne. Dans un document de 1239, un domaine nommé Oberwillscheid est donné en fief aux seigneurs de Leyen. En 1341, le château est la propriété de Johann von der Leyen. La famille von der Leyen n’ayant pas d’héritier masculin en 1420, le domaine va à Rolman von Dattenberg. Par le mariage de sa fille Anna von Dattenberg en 1439, le château devient la propriété de Dittrich von Monreal, puis à ses héritiers.
Le château est détruit en 1475 par les troupes de Charles le Téméraire (dit Charles le Hardi) lors du conflit ecclésiastique de Cologne. En 1609, les bâtisses sont considérées comme forteresse par son occupant d’alors, Adam von Hoheneck. Le prince électeur Ferdinand de Cologne, certifie en 1615, que Eberhard Heinrich von Hoheneck est alors le seul ayant reçu en fief « les biens de Monreal ».
N’ayant pas d’enfants, Eberhard Heinrich vend le château avec tous les biens en fief, à Georg von Gerolt, conseil et contrôleur à l’évêché de Cologne, qui s’installe dans la ville de Linz. Après l’extinction de cette famille par la mort de Friedrich Josef von Gerolt en 1887, le château devint la propriété de l’association coopérative pour le logement Rheinisches Heim.
Par l’incorporation du village de Linzhausen en 1912, le château d’Ockenfels se trouve désormais sur le territoire de la ville de Linz, qui, six ans plus tard, devient propriétaire des bâtisses. Le vice-consul Franz Delden acquiert la ruine du château en 1924, puis le fait reconstruire jusqu'en 1927 par Heinrich Reinhardt (de), sur la base des structures existantes en pierre de taille basaltique, dans un style romantique de l'époque. Il comprend 3 ailes avec 2 tours semi-rondes, le donjon et une cour ouverte vers la vallée.

## Utilisation après la reconstruction
En 1936 le château va au couvent des cellites de sainte Marie de la rue de Kupfergasse de Cologne, qui l’aménagent en tant que maison de repos et de vacances pour leurs sœurs. En 1960, le château devient château-hôtel pour repos et cure. Par la suite, le château va changer de propriétaire plusieurs fois. Par manque de possibilités d’utilisation, le château dépérit quelque peu. En 1998, il devient la propriété de la Sté Kundenzentrum Burg Ockenfels GmbH, puis restauré et aménagé en tant que siège administratif pour les marques de chaussures Betula et Birko Orthopädie.

## Restes de l’ancien châteauZur Leyendu Moyen Âge

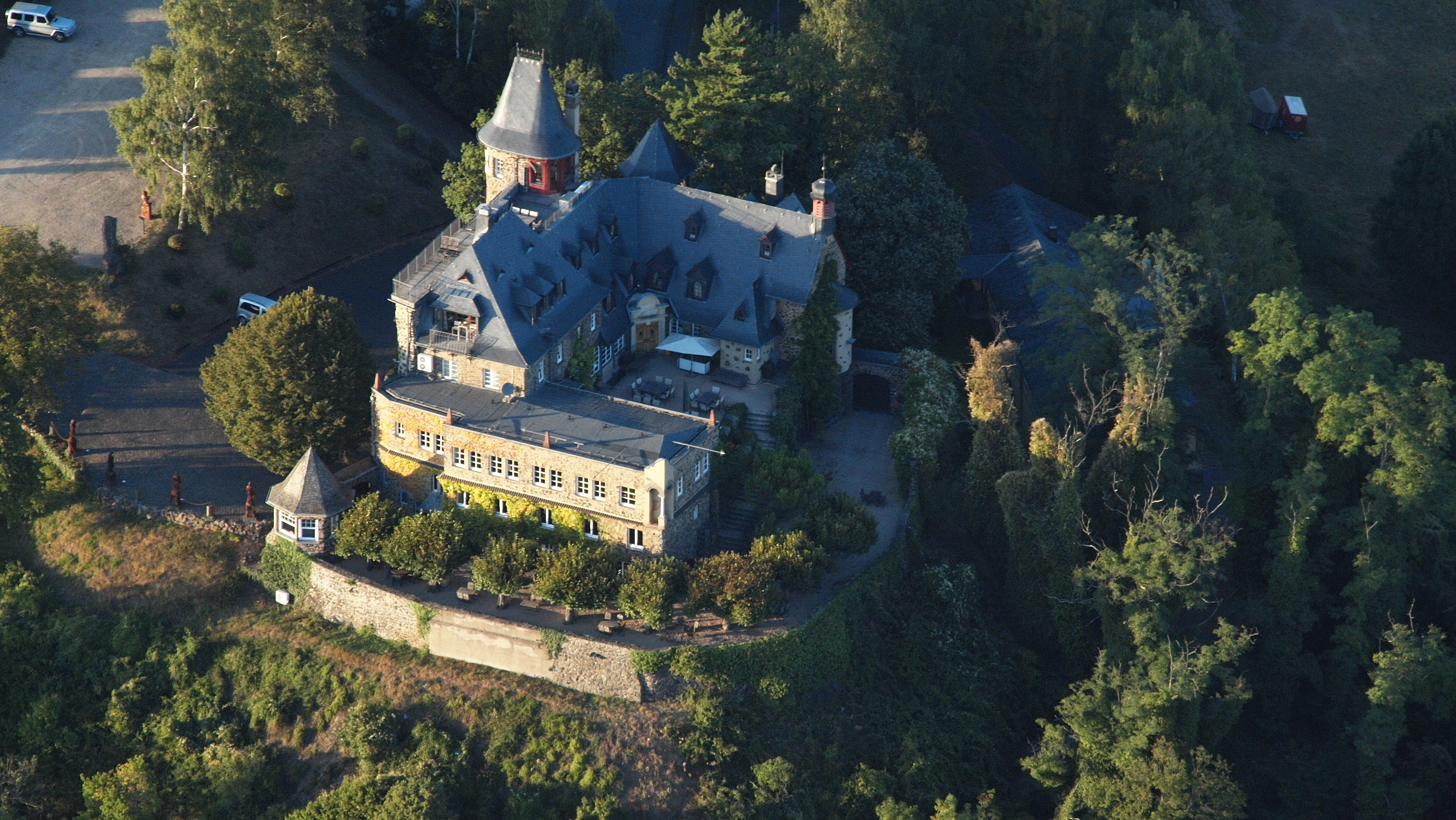
Château d'Ockenfels, vue aéreenne

Compte tenu des destructions, notamment celles lors de la guerre ecclésiastique de Cologne en 1475, on ne connait pas l’aspect qu’avait ce château à ses débuts au Moyen Âge. Au XIXe siècle, une partie de la ruine d’alors a disparu par pillage de pierres, ne laissant que quelques murs des fondations, ainsi qu'une partie du mur d’enceinte et une fraction du donjon. Ce qui restait fut finalement intégré dans la nouvelle construction.